# ベトコンラーメン

ベトコンラーメン。新京 一宮本店にて

ベトコンラーメンは、主に愛知県尾張地方、岐阜県美濃地方、岡山県南部地方、静岡県中部地方のラーメン店で提供されるラーメンの一種である。
英字表記は特に定まっていないが、ベトナム語の母音字や声調記号を省略して Viet Cong Ramen や Betokon Ramen と表記されることが多い。

## 概要
愛知県一宮市、あるいは岐阜県岐阜市が発祥とされる。
かつては同じ東海地区発祥で全国的に知られる「台湾ラーメン」や「台湾まぜそば」などと比較して提供する店舗が少なかったが、相次ぐ開業やチルド販売、芸能人が食したことなどにより知名度は徐々に拡大している。
また岡山県倉敷市では、新京本店にて修行をした弟子が1983年に暖簾分けの形で『ベトコンラーメン倉敷新京』として開店したことから地元では長きにわたり親しまれており、2020年5月に倉敷新京本店が火災に見舞われた際は、クラウドファンディングによる店舗再建計画にて、575人の支援者によって目標額を大幅に達成し、再建を果たした。静岡県静岡市・藤枝市にもエリア内に複数のベトコンラーメン店が存在し、親しまれる。
丸ごとまたは粗く砕いたニンニク数個・ニラ・長ねぎ・モヤシなど大量の野菜をトウガラシで辛く味付けして炒め、鶏ガラベースのスープを張った麺に載せる。しょうゆや味噌味や、鶏ガラと豚骨をベースにしたスープで提供する店もある。スープに辛味は無い。
台湾ラーメンは具材に挽肉を使用するが、ベトコンラーメンは肉類をほとんど使用しない。ただ近年は、豚バラやチャーシューを用いるアレンジを施したベトコンラーメンを提供する店もある。

## 歴史
1969年に一宮市で開業した中華料理屋・ベトコンラーメン新京本店（※本店は現在閉店）店主の稲垣稔が考案した。開店当時、過労や夏バテ回復のためにニンニクとトウガラシを入れたラーメンを、賄い料理として調理師が作った。これを食した店主の稲垣稔は、1940年頃に満洲国新京にあった実家の呉服店で中国人店員が作っていた湯麺と近い風味に気付き、味が良いことから品書きに取り入れた。これを開店準備中に従業員が食す様子を見て、常連客が注文するようになったとも伝わる。
商品化に際し、ベトナム戦争で戦闘中のベトコン（南ベトナム解放民族戦線）の勇敢な姿を見て「ベトコンラーメン」と名付けた。やがて戦闘が激化すると日本国内では反戦ムードが漂いはじめ、稲垣は悲惨なベトナム戦争を連想させる「ベトコン」は食事の名称にふさわしくないと考えた。しかし「ベトコンラーメン」の名が定着してしまっていたことから、当時客が「食べると体調が良くなる」と語ったことを語源とし、名称はそのまま「ベスト・コンディション」の略でベトコンラーメン、と説明するようになった。
岐阜市川部発祥説の店「ベトコンラーメン香楽」は開店当初の1975年からベトコンラーメンを提供しており、南ベトナム解放民族戦線の勇気に感動して命名したと説明を続けている。ニンニクはスライスせずに丸ごと麺の上に載せ、スープは味噌味である。

## 展開

### のれん分け
「新京」と「香楽」の両者とも元祖にこだわらず、小規模な店でもメニューが広まることを期待して商標登録していない。「新京」は希望者に味を伝授し、暖簾分けした店舗は愛知県や岐阜県の他、大阪府高槻市、岡山県倉敷市など16軒ある。
本州最北端は、津軽半島今別町の中華料理店「栄太郎」で、ニンニクは「香楽」と同じ丸ごと用いる。1980年代後半に出店していた名古屋市でメニューに取り入れた。

### ローカルラーメン
「新京」とは別に、広島県福山市の中華料理店「光福亭（こうふくてい）」は、ベトコンラーメンとみそベトコンを提供している。店主は開業前にフランス料理店で修業している。
餃子の王将は、岐阜県内にベトコンラーメンを提供する店舗がある。
岐阜県各務原市の河川環境楽園フードコーナーは、2011年からベトコンラーメンを元にした新メニューとして 、「ベトコンライス」を提供していた（該当するフードコーナーは2023年に閉店し、2025年現在のフードコーナーでは提供されていない。）。ベトコンラーメンの具材とキムチ、卵を、ライスに載せて提供していた。